# 過去と現実
『過去と現実』（かことげんじつ）は、BONNIE PINKの11枚目のシングル。2000年6月7日発売。発売元はイーストウエスト・ジャパン、販売元はワーナーミュージック・ジャパン。
CDコードはAMCN-4489。

## 解説
- 「過去と現実」は前作から3ヶ月ぶりとなるシングルで、アルバム『Let go』からのシングル・カット。
- 当初シングル・カット予定は無く、ファンからのリリース希望が多かった為、リリースされた。
- カップリング曲はChari Chariこと井上薫によるリミックス・ヴァージョン。

## 収録曲
1. 過去と現実 （3:59）
（作詞・作曲:Bonnie Pink）
日本テレビ系「ZZZ ホットパンツ」エンディングテーマ
2. Reason（Season Dub） （5:25）
※remixed by Kaoru Inoue for Chari Chari

## 収録アルバム
- 『Let go』（1.）
- 『Every Single Day -Complete BONNIE PINK（1995-2006）-』（1.）
- 『re*PINK BONNIE PINK REMIXES』（2.）～オリジナル･ヴァージョンは『Let go』収録